# Elis (hudební skupina)
Elis byla gothic metalová kapela z Lichtenštejnska, kterou založil Sabine Dünser a Pete Streit v roce 2003 po rozdělení Erben der Schöpfung v roce 2002. Zanikla v roce 2012.

## Členové

### Současní členové
- Sandra Schleret – vokály (2006)
- Pete Streit – kytara (2003)
- Chris Gruber – kytara (2005)
- Tom Saxer – baskytara, growling (2003)
- Max Naescher – bicí (2004)

### Bývalí členové
- Sabine Dünser – vokály (2003–2006)
- Franco "Franky" Koller - bicí (2003–2004)
- René Marxer – bicí (2004)
- Jürgen "Big J" Broger – kytara (2003–2005)

## Diskografie

### Studiová alba
- God's Silence, Devil's Temptation (2003)
- Dark Clouds in a Perfect Sky (2004)
- Griefshire (2006)
- Catharsis (2009)

### Singly
- Der Letzte Tag (2004)

### EP
- Show Me the Way (2007)

### Videa
- Der Letzte Tag (2004)
- Show Me the Way (2009)